# ولاية واهاكا
أواهاكا (بالإسبانية: Oaxaca)‏، من الناواتل: واشياكاك Huāxyacac واسمها رسميا ولاية أواكساكا الحرة وذات السيادة (بالإسبانية: Estado Libre y Soberano de Oaxaca)‏، هي إحدى ولايات المكسيك الواحدة والثلاثين. وهي مقسمة إلى 570 بلدية، وتخضع 418 بلدية منها (تقريبا ثلاثة أرباع) لنظام العادات والتقاليد (بالإسبانية: Usos y costumbres)‏، مع وجود حكومات محلية ذاتية الحكم ومعترف بها. عاصمتها هي أواكساكا دي خواريز.
تقع أواكساكا في جنوب غربي المكسيك. وتحدها ولايات غيريرو إلى الغرب، بويبلا إلى الشمال الغربي، فيراكروز إلى الشمال، تشياباس إلى الشرق. إلى الجنوب، وتملك أواكساكا ساحلا طويلا على المحيط الهادئ.
وتشتهر ولاية بقبائلها الهندية وثقافاتها الأصلية. أكثر عددا وأشهرها هي قبائل زابوتيك وميكستيك، ولكن هناك ستة عشر قبيلة معترف بها رسميا. وقد بقيت هذه الثقافات وظلَّ أثرها واضحا أكثر من معظم المناطق الأخرى في المكسيك بسبب التضاريس الوعرة وانعزال الولاية. ويعيش معظمهم في منطقة الوديان الوسطى، والتي تعد أيضا محل جذب للسياح لما تحتويه من مواقع أثرية في مثل مونت ألبان والثقافة والحرف المحلية. الساحل هو أيضا منطقة سياحية هامة، وبه منتجع كبير هو واتولكو. أواكساكا هي أيضا إحدى أكثر ولايات المكسيك في التنوع البيولوجي، لتحتل المرتبة الثالثة، إلى جانب مع تشياباس وفيراكروز، في عدد الزواحف والبرمائيات والثدييات والنباتات.

## أعلام
- بيدرو مورينو
- خوسيه لويس تابيا
- بيدرو كابريرا ريفيرو
- ليلى داونز
- سانتياغو بيدرو كورتيس
- مانويل خيمينيز راميريز